# Lilltjärnen (Malå socken, Lappland)
Lilltjärnen är en sjö i Malå kommun i Lappland och ingår i Umeälvens huvudavrinningsområde.